# Fiestas patronales de Menorca

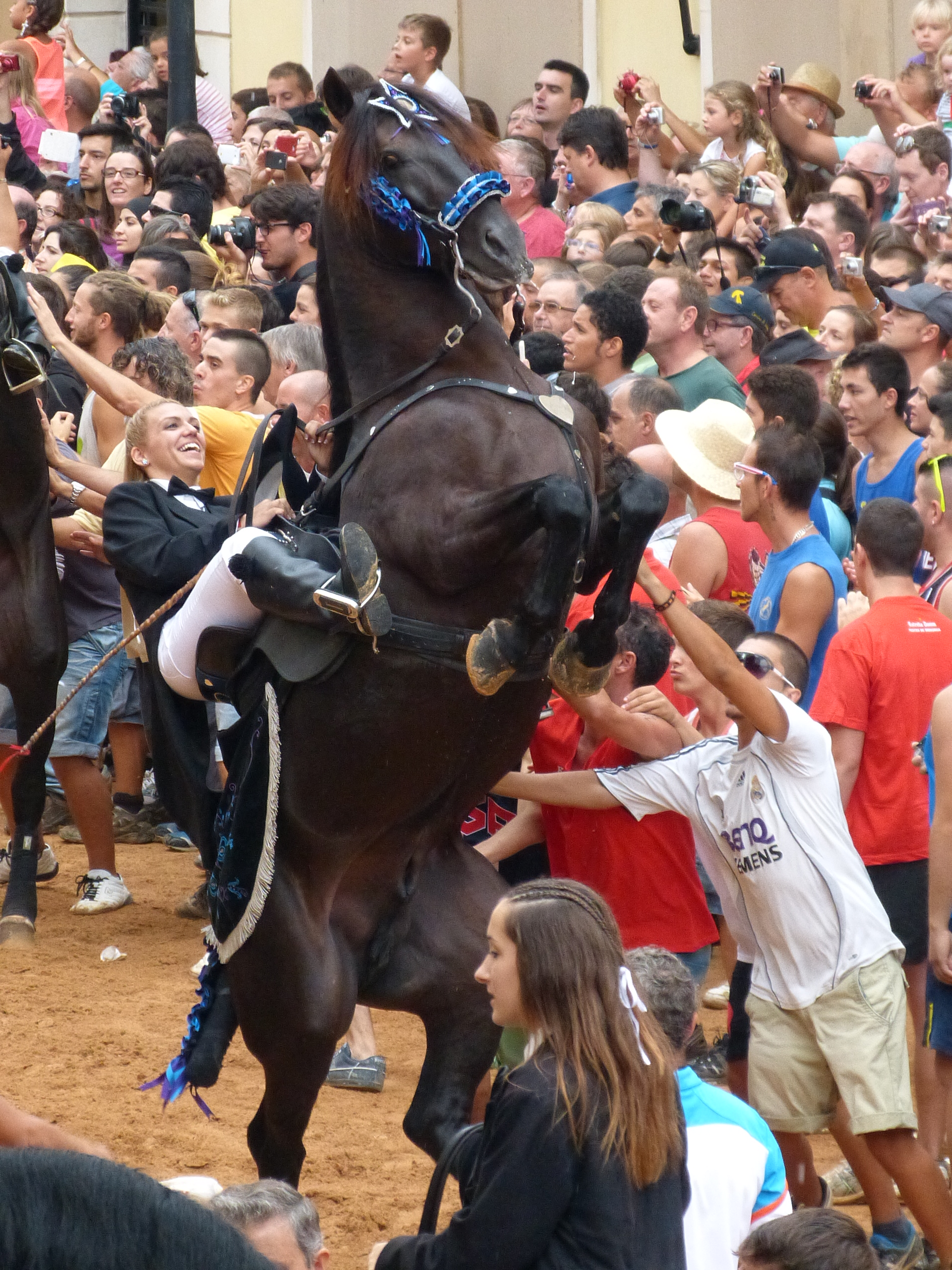
Jaleo en las fiestas de Gracia de Mahón.

Las fiestas patronales de Menorca son de tradición centenaria que tienen su origen en las Fiestas de San Juan, que se celebran en Ciudadela, isla de Menorca, en España, desde el siglo XIV.
El principal protagonista de las fiestas es el caballo. Los jinetes cajeros (o caixers), vestidos de blanco y negro, van sobre sus caballos por las calles del pueblo, hasta que una vez recogidos todos y después de la misa, se celebra el tradicional jaleo (no debe confundirse con el jaleo, cante y baile flamenco).
En el jaleo los caixers entran en la plaza del pueblo y pasan entre la multitud demostrando sus habilidades y haciendo saltar a los caballos al ritmo de las típicas canciones de estas fiestas, especialmente una jota muy conocida en la región que se interpreta por una banda de música local. El alborotado gentío hace saltar a los équidos como símbolo de poderío y nobleza.
Una vez finalizado el tradicional jaleo del segundo día, se procede a la entrega de cañas por parte de las autoridades, en el que los caixers vuelven a entrar a la plaza haciendo saltar a los caballos y finalmente se despiden. Después de haber finalizado el jaleo y "ses canyes" la banda de música empieza a tocar canciones típicas de Menorca o canciones que en su tiempo fueron muy escuchadas.
La bebida que se bebe en las fiestas es una mezcla de gin menorquín con limonada, llamado pomada o ginebra con limonada en Ciudadela y Ferrerías.
Antes de esto, los gigantes (unos muñecos de madera muy grandes) hacen un "pasacarrers" los cuales bailan y van pasando por las calles hasta llegar a la plaza donde se hace el jaleo. En todos los pueblos menos en Ciudadela

## Fiestas de San Juan, Ciudadela

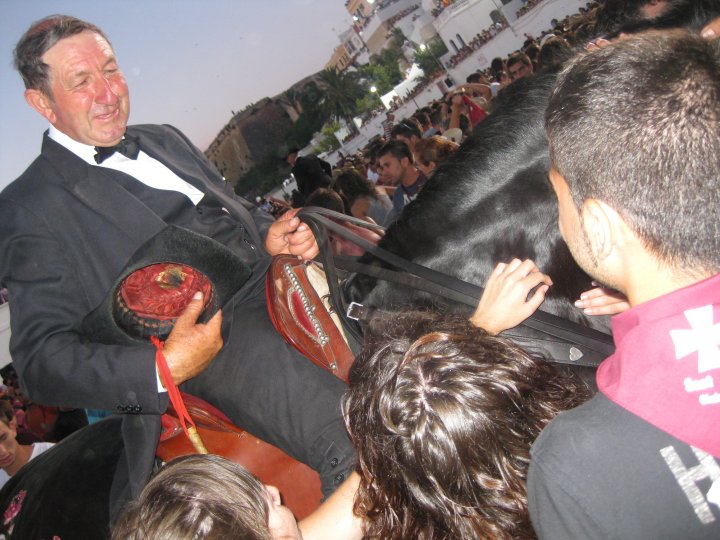
"Caixer" de San Juan en "Es jocs des Plà"

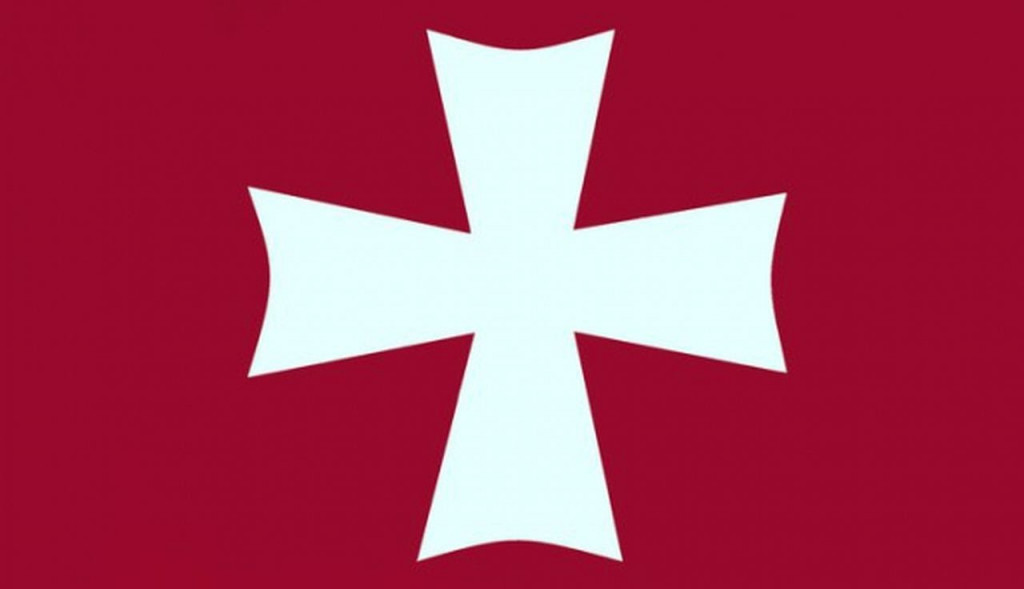
Bandera de las fiestas con un claro parecido a la de los caballeros maltenses.

Los días 22, 23 y 24 de junio y el domingo anterior a estos, se celebra en Ciudadela de Menorca la festividad de San Juan.
Esta festividad quiere recordar la llegada de los caballeros de malta a Menorca.
Es la primero se celebró y se lleva haciendo, casi ininterrumpidamente, desde el siglo XIV.
La "cualcada" (nombre que recibe el conjunto de caballeros que presiden la celebración) consta de:
- "Es Fabioler"
- "Caixer Fadrí" (Caballero soltero)
- "Caixer Casat" (Caballero casado)
- "Caixer Pagés" (Caballero payés)
  - Tramontana
  - Migjorn
- "Sa Capellana" (El capellán)
- "Caixer Senyor" (Caballero señor) El que dirige las fiestas. Ha de poseer algún título nobiliario.

## Fiestas de Gracia, Mahón
Las fiestas de Mahón, son las fiestas de final de verano. Sus inicios data de finales del siglo XIX
Se celebra entre los días 6 y 9 de septiembre.
Entre todos los eventos destacan:
Día 6: comienza la fiesta con el pregón y la verbena.
Día 7: jaleo y verbena
Día 8 (dia de Gràcia) :Jaleo,volem vi, samba y Corregudes
Día 9: la fiesta se trasalda al puerto dónde se realizan diversas actividades así como el gran espectáculo pirotécnico final.

## Tipos de caballeros
Hay diferentes tipos de “Caixers” y cada uno lleva una cosa en específico, pero del que hay más es del normal (no lleva nada en especial).
- Es fabioler o sa fabiolera (monta encima de un burro, y suena un “fabiol” y un tambor)
- Caixer fadrí o caixera fadrina (caballero soltero o caballera soltera) Lleva la bandera, que cada una de los días de las fiestas patronales ha de ondear en el balcón del ayuntamiento (aparte del rato que la lleva a la cabalgata)
- Caixer casat o caixera casada (Caballero casado o caballera casada)
- Caixer pagès o caixera pagesa (Caballero pages o caballera pagesa)
- Sa Capellana (Caballero capellán)
- Caixer batle o caixera batlessa (Caballero alcalde o alcaldesa) Lleva el bastón de mando.
- Caixer o caixera vocals (Caballero o caballera vocal)
- Caixer o caixera municipal (Caballero o caballera municipal)
- Caixer o caixera (Caballero o caballera)

## Vestimenta de caballeros
- Caballero alcalde o caballera alcaldesa: Pantalones, camisa, chaleco y pajarita blanca, frac negro, botas negras, guantes blancos, "fuet" y espuelas, y gindola con doble franja amarilla a la derecha, además del bastón de alcalde y la medalla del Ayuntamiento (en caso de que sea concejal o concejala de la corporación).
- Caballero casado o caballera casada: Pantalones, camisa, chaleco y pajarita blanca, calcetines negros, levita y guindola negra con una franja amarilla a la derecha, zapatos negros, polaines, espuelas cromados y “fuet”.
- Caballero capellá: Frac negro, capa clerical y chaleco negro, alzacuellos, botas negras con espuelas, “fuet” con mango de plata, guindola con una franja morada, y guantes blancos.
- Caballero pages o caballera pagesa: Pantalones y camisa blanca, chaleco y pajarita negros, calcetines negros, levita y guindola negra con una franja amarilla a la derecha, zapatos negros, polaines, espuelas cromados y “fuet”.
- Caballero soltero o caballera soltera: Pantalones, camisa, chaleco y pajarita blancos, calcetines negros, levita y guindola negra con una franja amarilla a la derecha, zapatos negros, poalines, espuelas cromados y “fuet”.
- Caballero o caballera vocal: Pantalones, camisa, chaleco y pajarita blancos, calcetines negros, levita y guindola negra con una franja amarilla a la cerecha, zapatos negros, polaines, espuelas cromados y “fuet”.
- Caballero o caballera municipal: Viste con el uniforme de gala de la policía local, botas, espuelas cromados “y fuet”.
- Fabioler o fabiolera: Va con pantalones, camisa y chaleco blancos, calcetines y pajarita negras, levita y guindola del mismo color con una franja a la derecha, zapatos negros, polaines, y espuelas cromados.
- Caballeros y caballeras del pueblo, y fuera del pueblo: Han de ir todos vestidos con pantalones camisa y chaleco blanco, calcetines y pajarita negros, levita y guindola del mismo color con una franja amarilla a la derecha, zapatos negros, polaines, espuelas cromados y “fuet”.

## Vestimenta de los caballos
Los caballos y el asno tienen que llevar la brida adornada con flores y lazos en la cabeza, una estrella en la frente, una buildrafa, una montura menorquina y cola replegada; estas dos últimas partes adornadas asimismo con flores y lazos.

## Música
Las melodías que interpretan el fabioler o fabiolera son tres:
- “Sa colcada”. Es la melodía más representativa y, com tal, es la que interpreta el fabioler o fabiolera normalmente.
- “Es ball des còssil”. Se alterna con la melodía “Sa colcada” durante el “replec”.
- “S’aigo-ros”. Se interpreta sin tambor y únicamente durante el repartimiento de “l’aigua-ros” los dos días de fiesta en los actos religiosos.

Así mismo, la pieza que la banda de música tiene que interpretar durante las vueltas del Jaleo es la “Jota estudiantina” integrada en la zarzuela El Postillón de la Rioja, de Cristóbal Oudrid Segura. Por otro lado, durante el repartimiento de “ses canyes” se tiene que interpretar el pasodoble “El maniquí”, de Pio Díaz Olarte

## Comida
La típica comida que se suele comer en las fiestas es “Sa coca amb xocolata” (Coca con chocolate), Se suele poner en un vaso chocolate caliente, para así luego poder mojar la coca dentro.
La típica bebida que se suele tomar en las fiestas és “Sa pomada”, la pomada és Gin mezclado con limonada. A la gente que le gusta más el alcohol le suele poner más Gin, en cambio a la gente que no le gusta tanto el alcohol le pones más limonada.
Cuando suena el último toque de fabiol, se reparte s’aigua ros.

## Orden de la cabalgata
Primero irá el “fabioler o fabiolera”;el caballero soltero o la caballera soltera; caballero casado o caballera casada; y luego la resta de caballeros y caballeras del pueblo, a continuación los caballeros y caballeras de otros pueblos, seguidamente los caballeros y las caballeras vocales; caballero pages o caballera pagesa; caballero o caballera municipal; caballero alcalde o caballera alcaldesa y concluyendo la comitiva el caballero capellá.

## Fecha de la fiesta patronal del Pueblo de Menorca
Durante la fiesta patronal de Menorca se celebra la Díada del Pueblo de Menorca, con diferentes actos organizados por el Consejo Insular y los ayuntamientos de la isla. Esta fiesta insular no tiene como protagonista al caballo.
| Fiesta           | Fecha       | Territorio |
| ---------------- | ----------- | ---------- |
| San Antonio Abad | 17 de enero | Menorca    |

## Fecha de la fiesta de la patrona diocesana de Menorca
Durante la fiesta de la patrona diocesana de Menorca celebra la fiesta de la "bendición de los vientos".
| Fiesta               | Fecha     | Santuario             |
| -------------------- | --------- | --------------------- |
| Virgen de Monte Toro | 8 de mayo | Monte Toro (Baleares) |

## Fechas de las fiestas patronales de las localidades de Menorca
| Fiesta           | Fecha                              | Localidad      |
| ---------------- | ---------------------------------- | -------------- |
| San Juan         | días 23 y 24 de junio              | Ciudadela      |
| San Martín       | 3.er fin de semana de julio *      | Mercadal       |
| San Antonio      | 4.º fin de semana de julio *       | Fornells       |
| San Jaime        | días 24 y 25 de julio              | Villacarlos    |
| San Cristóbal    | 5.º fin de semana de julio *       | San Cristóbal  |
| San Cayetano     | 1.er fin de semana de agosto *     | Llumesanas     |
| San Lorenzo      | 2.º fin de semana de agosto *      | Alayor         |
| San Clemente     | 3.er fin de semana de agosto *     | San Clemente   |
| San Bartolomé    | 24 y 25 de agosto                  | Ferrerías      |
| San Luis         | Último fin de semana de agosto *   | San Luis       |
| Virgen de Gracia | días 8 y 9 de septiembre           | Mahón          |
| San Nicolás      | 2.º fin de semana de septiembre *  | Mercadal       |
| Cala en Porter   | 3.er fin de semana de septiembre * | Cala en Porter |

* Las fechas estimadas por fines de semana pueden variar según la planificación del calendario.